# Тана (Тирингија)
Тана (њем. Tanna) град је у њемачкој савезној држави Тирингија. Једно је од 76 општинских средишта округа Зале-Орла. Према процјени из 2010. у граду је живјело 3.997 становника. Посједује регионалну шифру (AGS) 16075132.

## Географски и демографски подаци
Тана се налази у савезној држави Тирингија у округу Зале-Орла. Град се налази на надморској висини од 542 метра. Површина општине износи 87,2 km². У самом граду је, према процјени из 2010. године, живјело 3.997 становника. Просјечна густина становништва износи 46 становника/km².